# Reinhard Bonnke
Reinhard Bonnke (Königsberg, 19 aprile 1940 – Orlando, 7 dicembre 2019) è stato un predicatore e scrittore tedesco, noto principalmente per le grandi campagne evangelizzatrici africane.

## Biografia
Dopo aver studiato teologia presso il The Bible College of Wales a Swansea, in Galles, venne nominato pastore di una chiesa pentecostale di Amburgo. Nel 1967 intraprese il suo ministero evangelistico in Africa: dapprima in Lesotho, per poi continuare in tutto il continente.
Nel 1974, Bonnke fondò l'associazione missionaria Christ for all Nations (CfaN) con sede a Francoforte.
Dall'inizio della sua attività missionaria in Africa, si calcola che abbiano partecipato alle sue conferenze più di 120 milioni di persone. Ogni conferenza è caratterizzata dalla preghiera per la guarigione dei malati per opera divina, nella quale Bonnke credeva fortemente.
Bonnke è morto nel dicembre del 2019, in seguito alla rottura di un femore, per la quale era anche stato operato.

## Opere
Elenco parziale dei libri pubblicati da Reinhard Bonnke:
- Time Is Running Out: Save the World Before It's Too Late (1999)
- How to Receive a Miracle from God (2001)
- Mark My Word: A Daily Devotional by Reinhard Bonnke (2001)
- The Holy Spirit Baptism (2001)
- Called to Populate Heaven (2003)
- Even Greater: 12 Real-Life Stories That Inspire You to Do Great Things for God (2005)
- Faith: The Link with God's Power (2005)
- Broken Bread (2006)
- Holy Spirit Revelation & Revolution: Exploring Holy Spirit Dimensions (2007)
- Living a Life of Fire: An Autobiography (2009)
- Evangelism by Fire: Keys for Effectively Reaching Others With the Gospel (2011)
- Taking Action: Receiving and Operating in the Gifts and Power of the Holy Spirit (2012)